# Adult World
Adult World es una comedia estadounidense dirigida por Scott Coffey y escrita por Andy Cochran, la película se estrenó en el Festival de Cine de Tribeca en abril de 2013. La película recibió un lanzamiento de teatro y vídeo a la carta el 14 de febrero de 2014.

## Sinopsis
Una joven se acaba de graduar en la universidad y sueña con convertirse en una gran poetisa. Pero las cosas no salen como las había planeado y acaba trabajando en una tienda porno, y desde luego es un trabajo que no le gusta.

## Reparto
- Emma Roberts como Amy Anderson.
- Evan Peters como Alex.
- John Cusack como Rat Billings.
- Armando Riesco como Rubia.
- Shannon Woodward como Candace.
- Chris Riggi como Josh.
- Scott Coffey como el dueño de la librería.
- Cloris Leachman como Mary Anne.
- John Cullum como Stan.
- Catherine Lloyd Burns como Sheryl.

## Recepción
Adult World recibió críticas mixtas, y actualmente mantiene una calificación de 52% en Rotten Tomatoes. En Metacritic, la película obtuvo una calificación de 60/100, citando "críticas mixtas o promedio".
- Datos: Q4685915